# Adelostigma
Adelostigma là một chi thực vật có hoa trong họ Cúc (Asteraceae).

## Loài
Chi Adelostigma gồm các loài: